# Чёрный нарцисс (мини-сериал)
«Чёрный нарцисс» (англ. Black Narcissus) — британский художественный трёхсерийный мини-сериал по одноимённому роману Румер Годден с Дайаной Ригг, Алессандро Нивола, Эшлинг Франчози и Джеммой Артертон в главных ролях. Его премьера состоялась 23 ноября 2020 года.

## Сюжет
Литературной основой сценария стал роман Румер Годден, по которому в 1947 году был снят полнометражный фильм с тем же названием. Несколько католических монахинь отправляются в далёкое селение в Гималаях, намереваясь основать там школу. Вскоре они понимают, что эта задача им не по силам. Возникают трудности, связанные с настороженным отношением местного населения и с разногласиями между отдельными монахинями. К тому же сестра Клода и сестра Рут влюбляются в одного и того же мужчину, мистера Дина. Сестра Рут нападает на Клоду в колокольне, но сама падает и разбивается насмерть. После этого монахини оставляют школу. В финале Клода узнаёт, что мистер Дин любит её.

## В ролях
- Дайана Ригг — мать Доротея.
- Алессандро Нивола — мистер Дин.
- Эшлинг Франчози — сестра Руфь.
- Джемма Артертон — сестра Клода.
- Джим Бродбент — отец Робертс.
- Джина Макки — сестра Адела.
- Рози Кавальеро — сестра Бриони.

## Создание и оценки
Съёмки начались в октябре 2019 года в Непале. Литературной основой сценария стал роман Румер Годден «Чёрный нарцисс», по мотивам которого в 1947 году был снят одноимённый классический фильм с Деборой Керр. Премьера мини-сериала, включающего три эпизода, состоялась 23 ноября 2020 года на телеканале FX в США и 27 декабря того же года на BBC One в Великобритании. В других странах «Чёрный нарцисс» транслировался 5 мая 2021 года на канале Disney+.
На сайте-агрегаторе рецензий Rotten Tomatoes рейтинг «Чёрного нарцисса» составил 53 %, средняя оценка — 5,69 из 10. Критики с этого ресурса признали, что мини-сериалу не удалось полностью выйти из тени фильма 1947 года. На сайте Metacritic "Чёрный нарцисс" получил оценку 67 баллов из 100, что указывает на «в целом положительные отзывы».
Люси Мэган в рецензии для The Guardian дала мини-сериалу три звезды и назвала его «эротичным, готичным и совершенно неубедительным». Анита Сингх из The Telegraph оценила его в четыре звезды.